# Partido San Isidro
San Isidro (hiszp. Partido de San Isidro) – partido w Argentynie, w prowincji Buenos Aires, w północnej części aglomeracji Wielkiego Buenos Aires. Siedzibą administracyjną jest San Isidro. Partido ma powierzchnię 48 km²,  w 2010 r. zamieszkiwało w nim 292,9 tys. mieszkańców (138 407 mężczyzn i 154 471 kobiet).

## Demografia
Zmiana liczby ludności w latach 1869 – 2010 na podstawie kolejnych spisów ludności.